# Catedral de Nuestra Señora de la Candelaria (Mayagüez)
La Catedral de Nuestra Señora de la Candelaria de Mayagüez es la catedral de la Diócesis de Mayagüez situada en el extremo oriental de la Plaza principal de Colón frente al ayuntamiento en Mayagüez, Puerto Rico.
La primera iglesia en el sitio actual era de madera y fue construida en 1763, sólo tres años después de la fundación de la ciudad. El terreno fue donado por Juan de Aponte y Juan de Silva. La escritura data de 1760. El edificio fue consagrado el 21 de agosto de 1760, y el edificio de mampostería fue erigido en 1780.